# Мусора.Больше.Нет
Мусора. Больше. Нет — общественное движение, возникшее в Санкт-Петербурге в 2004 году из небольшой группы активистов, озабоченных проблемой свалок мусора на природе. По мере роста и развития движения основными целями стали повышение культуры обращения с отходами, внедрение раздельного сбора и переработки отходов. На начало 2013 года движение имеет сторонников примерно в 100 городах России и СНГ. Декларирует миссию — формирование в обществе осознанного отношения к природе, окружающей среде, ресурсам Земли.

## История
4 июня 2004 года — Денис Старк вместе со своими друзьями провел первую акцию по уборке мусора в рекреационной зоне. Так зародилось движение Мусора. Больше. Нет.
8 июня 2010 — зарегистрирована Санкт-Петербургская региональная общественная организация в сфере экологии, экологической культуры и охраны окружающей среды «Мусора. Больше. Нет».
11 сентября 2010 года — проведено 100 акций по уборке мусора на территории Санкт-Петербурга и Ленинградской области. В акции приняло участие около 1700 человек, было собрано более 50 тонн мусора.
26 ноября 2010 года — запущена интерактивная карта пунктов приема вторсырья по Санкт-Петербургу. Совместный проект с волонтёрами Санкт-Петербургского отделения Гринпис России.
15 мая 2011 — проведена масштабная всероссийская акция «500 уборок в один день».

## Основные направления деятельности
- Общественные акции — уборки мусора, сбор отработавших батареек и энергосберегающих ламп, посадки деревьев (в городе) и леса.
- Залоговая стоимость тары
- Экоблок — стационарный контейнер для сбора вторичных ресурсов (бумага, пластик, металл и т. п.) с жителей близлежащих домов.
- Эко-корпоративы — сплочение сотрудников компании за счет игр экологической направленности.

### Масштабные акции по уборке мусора
Вдохновившись проектом «Сделаем!», благодаря которому была очищена от мусора вся Эстония, движение Мусора. Больше. Нет решило перенять опыт и реализовать масштабную очистку Ленинградской области. Решено было делать это в несколько этапов.
Первым этапом стало проведение 100 уборок мусора в один день 11 сентября 2010 года.
Вторым этапом стало проведение 500 уборок в один день, 15 мая 2011 года. Охват акций уже не был ограничен Ленинградской областью, а включал в себя все основные регионы России и некоторые страны СНГ.